# Paraná (Argentina)
Paraná é a capital da província de Entre Ríos, na Argentina. Dista aproximadamente 480 km da capital, Buenos Aires.
Liga-se à vizinha Santa Fé por um túnel sob o rio Paraná inaugurado em 1969. O túnel subfluvial Raúl Uranga - Carlos Sylvestre Begnis tem um comprimento de 2937 m, atingindo a obra um total de 4500 m se se considerarem igualmente as rampas de acesso.
Possui o Aeroporto General Justo José de Urquiza.

## Cidades-irmãs
Paraná possui sete cidades-irmãs:
- Leonforte, Itália, desde 11 de janeiro de 1991;
- Muscatine, Estados Unidos, desde 4 de agosto de 1989;
- Porto Alegre, Brasil, desde 12 de junho de 1992;
- Rehovot, Israel, desde 2 de abril de 1995;
- Santa Cruz de la Sierra, Bolívia, desde 22 de junho de 1990;
- Santiago de Cuba, Cuba, desde 23 de setembro de 1992
- Santo Ângelo, Brasil, desde 10 de dezembro de 1994.